# Воля-Павловська (Цехановський повіт)
Воля-Павловська (пол. Wola Pawłowska) — село в Польщі, у гміні Цеханув Цехановського повіту Мазовецького воєводства.
Населення — 130 осіб (2011).
У 1975-1998 роках село належало до Цехановського воєводства.

## Демографія
Демографічна структура станом на 31 березня 2011 року:
|          | Загалом | Допрацездатний вік | Працездатний вік | Постпрацездатний вік |
| -------- | ------- | ------------------ | ---------------- | -------------------- |
| Чоловіки | 68      | 16                 | 47               | 5                    |
| Жінки    | 62      | 13                 | 37               | 12                   |
| Разом    | 130     | 29                 | 84               | 17                   |